# Raymundo Damasceno Assis
Raymundo Damasceno Assis (nascut el 15 de febrer de 1937) és un cardenal brasiler de l'Església Catòlica. Va ser bisbe auxiliar de Brasília entre 1986 i 2004, i actualment és l'Arquebisbe d'Aparecida

## Biografia
Damasceno Assis va néixer el 15 de febrer de 1937 a Capela Nova. El 1948 ingressà al Juvenato São José dels germans maristes, a la ciutat de Mendes, on completà la seva educació elemental; on inicià el discerniment sobre si la seva vocació era pel presbiterat, tornant a casa a Conselheiro Lafaiete, on la seva família s'havia traslladat.
El 1955 ingressà al Seminari Menor de l'Mariana, on realitzà els estudis secundaris; i després ingressà al Seminari major, on estudià filosofia. El 1960, l'arquebisbe Oscar de Oliveira l'envià a la recent creada arxidiòcesi de Brasília. El 1961 l'arquebisbe de Brasília l'envià a Roma a estudiar teologia a la Pontifícia Universitat Gregoriana, on va obtenir la llicenciatura. Residint al Colegio Pio Brasileiro de Roma durant aquells anys, mentre que se celebrava el Concili Vaticà II. El 1965 va ser enviat a Alemanya, on va concloure la seva formació a l'Institut Superior de Catequesi de Múnic. El 1968 tornà al Brasil. Cursà estudis de postgraduat de filosofia a la Universitat de Brasília i a la Pontifícia Universitat Catòlica de Minas Gerais.
Va ser ordenat prevere el 19 de març de 1968 a Conselheiro Lafaiete per José Newton de Almeida Baptista, arquebisbe de Brasília. A l'arquebisbat, serví com a coordinador de catequesi i com a rector de parròquia. També serví com a canceller i va ser cofundador i professor del Seminari Major de Nossa Senhora de Fatima, a més de professor de filosofia a la Universitat de Brasília.
Va ser nomenat bisbe titular de Nova Petra i bisbe auxiliar de Brasília el 18 de juny de 1986. Va ser promogut a arquebisbe metropolità d'Aparecida el 28 de gener de 2004. el 2007 va ser elegit President de la Conferència Episcopal Llatinoamericana (CELAM), acabant el seu mandat el 2011.
Benet XVI el creà cardenal prevere d'Immacolata al Tiburtino al consistori celebrat el 20 de novembre de 2010.
El 2011 va ser elegit president de la Conferència Episcopal Brasilera per a un període de 4 anys.